# ادونس اینفو سرویس
ادونس اینفو سرویس (انگلیسی: Advanced Info Service) شرکت مخابرات تایلندی است، که در سال ۱۹۸۶ توسط تاکسین شیناواترا تأسیس شد.